# 1256
Високе Середньовіччя •  Золота доба ісламу •  Реконкіста •  Хрестові походи •  Монгольська імперія

## Геополітична ситуація
На території колишньої Візантійської імперії існує кілька держав, зокрема Латинська імперія, Нікейська імперія та Трапезундська імперія. У Священній Римській імперії триває період міжцарства (до 1273). У Франції править Людовик IX (до 1270).
Апеннінський півострів розділений: північ належить Священній Римській імперії, середню частину займає Папська область, більша частина півдня належить Сицилійському королівству. Деякі міста півночі: Венеція, Піза, Генуя тощо, мають статус міст-республік.
Майже весь Піренейський півострів займають християнські Кастилія, Леон (Астурія, Галісія), Наварра, Арагонське королівство (Арагон, Барселона) та Португалія, під владою маврів залишилися тільки землі на самому півдні. Генріх III є королем Англії (до 1272), а королем Данії — Хрістофер I (до 1259).
Ярлик від Золотої Орди на княжіння у Володимирі-на-Клязьмі має Олександр Невський. Король Русі Данило Романович править у Галичі. На чолі королівства Угорщина стоїть Бела IV (до 1270). У Кракові княжить Болеслав V Сором'язливий (до 1279).
У Єгипті правлять мамлюки, у Сирії — Аюбіди. Невеликі території на Близькому Сході утримують хрестоносці. У Магрибі розпадається держава Альмохадів. Сельджуки, які окупували Малу Азію, опинилися під владою монголів. Монгольська імперія поділена між спадкоємцями Чингісхана. Північний Китай підкорений монголами, на півдні править династія Сун. Делійський султанат є наймогутнішою державою Північної Індії, а на півдні Індії домінує Чола. В Японії триває період Камакура.
Цивілізація мая переживає посткласичний період. Почала зароджуватися цивілізація ацтеків.

## Події
- Перша згадка про Львів у Галицько-Волинському літописі.
- 12 грудня папа римський Олександр IV санкціонував створення з італійських послідовників вчення Аврелія Августина чернечий орден августинців-пустельників.
- Спалахнула війна Святого Сави між Венецією та Генуєю в Акрі, перша війна з довгої ланки морського протистояння двох міст-держав.
- У Данії через конфлікт між церквою та королем почалася громадянська війна.
- Регент Сицилійського королівства Манфред захопив Палермо, витіснивши прибічників Папи римського.
- Монгольський хан Хулагу розпочав похід на Іран, захопив Аламут. Завоювання Хулагу призвели до встановлення династії Ільханів.